# Melissa McBride
Melissa Suzanne McBride (Lexington, 23 maggio 1965) è un'attrice statunitense, nota per il ruolo di Carol Peletier nella serie televisiva The Walking Dead.

## Biografia
McBride è nata a Lexington. Ha iniziato la sua carriera di attrice nel 1991 ad Atlanta, in Georgia. Ha fatto il suo debutto in televisione nel 1993 in un episodio della serie Matlock. In seguito è stata guest star in diverse serie televisive come L'ispettore Tibbs, American Gothic, Profiler - Intuizioni mortali, Walker Texas Ranger e Dawson's Creek. In Dawson's Creek, nell'episodio Una serata fra amici della prima stagione nel 1998, ha interpretato il ruolo di Nina, un'appassionata di cinema che incanta Dawson dopo la sua rottura con Jen. Nel 2003 è ritornata nel series finale, ma nei panni di un personaggio diverso.
Nel 1990, McBride ha avuto ruoli di supporto in svariati film per la televisione, come Close to Danger (1997), Any Place But Home (1997) e I pirati di Silicon Valley (1999). Nel 1996 è comparsa nella miniserie della CBS Una stagione in Purgatorio basata sul romanzo omonimo di Dominick Dunne del 1993. McBride ha lavorato come direttore del casting commerciale ad Atlanta, in Georgia dal 2000 fino al 2010. In questo stesso periodo, ha anche recitato in diversi cortometraggi.
Nel 2007, il regista Frank Darabont la assume per una piccola parte nel film di fantascienza The Mist, insieme a Laurie Holden con la quale lavorerà anche nella serie The Walking Dead. Nell'anno successivo è apparsa nel film per la televisione Living Proof - La ricerca di una vita.

### The Walking Dead
Nel 2010, McBride viene assunta nel cast della serie televisiva della AMC The Walking Dead basata sulla serie a fumetti omonima. Interpreta il ruolo di Carol Peletier, una sensibile donna di mezza età, moglie di un marito violento e madre premurosa per sua figlia Sophia, perderà entrambi nel corso della serie. Era un membro ricorrente del cast nella prima e seconda stagione, ma è stata promossa ad attrice regolare dalla terza stagione. Come nel primo episodio della quarta stagione, il suo nome appare nella sequenza di apertura crediti. In origine, il suo personaggio doveva essere ucciso nell'episodio Dentro e fuori, ma i produttori hanno infine deciso diversamente.
McBride ha ricevuto il plauso della critica per la sua performance nel ruolo di Carol e ha ricevuto giudizi generalmente favorevoli da parte della critica nel corso della terza e quarta stagione. Molti critici hanno elogiato la sua performance nell'episodio Il bosco della quarta stagione, centrato sul suo personaggio. Nel 2014, McBride era una concorrente promettente per un Emmy Award come attrice non protagonista eccezionale nella categoria serie drammatica, sebbene non abbia ricevuto una nomination. Per la sua performance nella quarta stagione, McBride ha anche vinto il Saturn Award per la miglior attrice televisiva non protagonista e una nomination per i Critics' Choice Awards come migliore attrice non protagonista in una serie drammatica.
Nel 2023 torna ad interpretare il personaggio nella serie The Walking Dead: Daryl Dixon.

## Filmografia

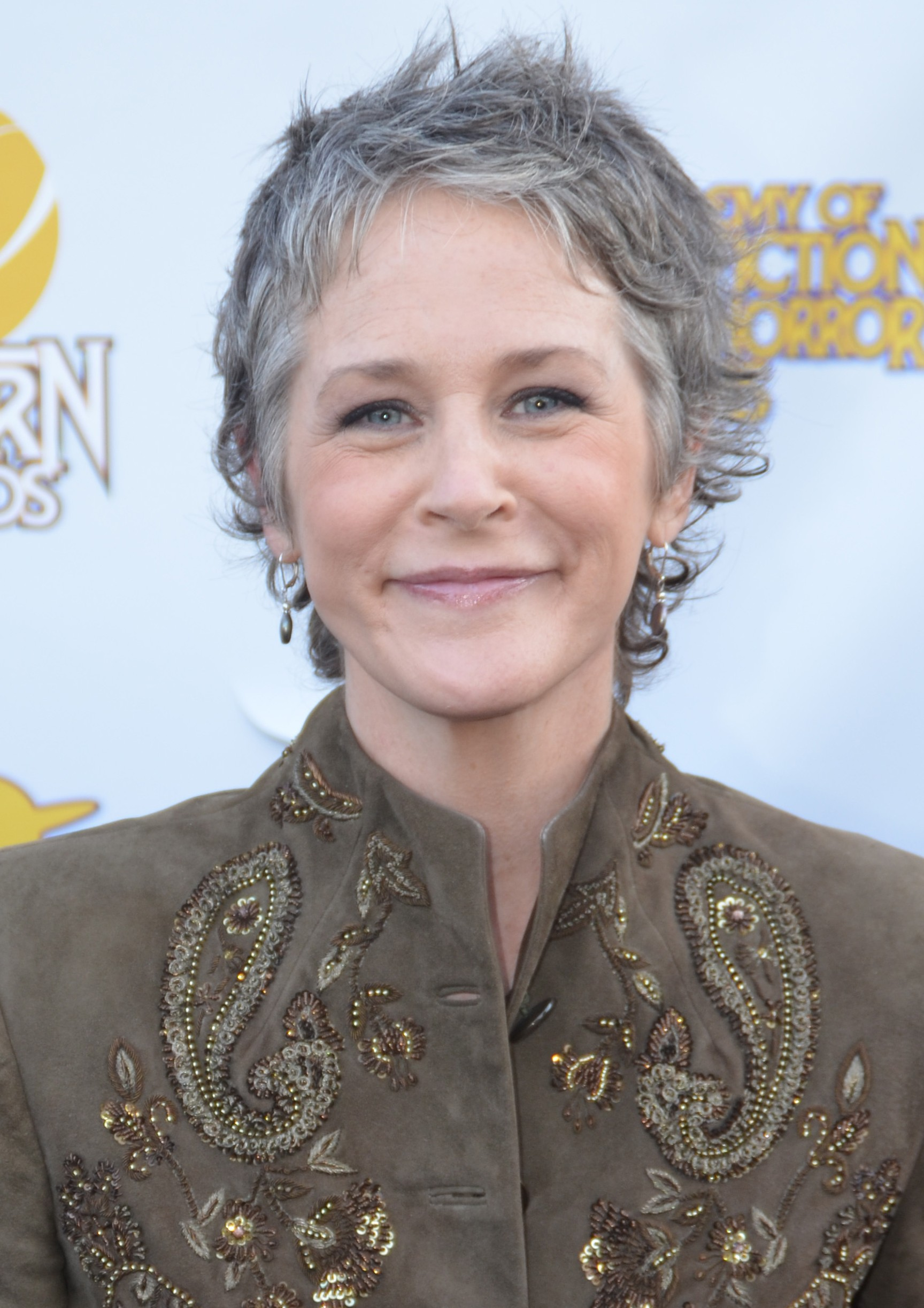
Melissa McBride ai Saturn Awards nel 2014

### Cinema
- Mutant Species, regia di David A. Prior (1995)
- The Dangerous Lives of Altar Boys, regia di Peter Care (2002)
- The Mist, regia di Frank Darabont (2007)
- La ricostruzione di William Zero (The Reconstruction of William Zero), regia di Dan Bush (2014)
- The Happys, regia di Tom Gould e John Serpe (2016)

### Televisione
- Matlock – serie TV, episodio 8x10 (1993)
- L'ispettore Tibbs (In the Heat of the Night) – serie TV, episodi 7x23-7x24 (1994)
- American Gothic – serie TV, episodio 1x05 (1995)
- Her Deadly Rival, regia di James Hayman – film TV (1995)
- A Season in Purgatory, regia di David Greene – film TV (1996)
- Profiler - Intuizioni mortali (Profiler) – serie TV, episodio 1x01 (1996)
- Close to Danger, regia di Neema Barnette – film TV (1997)
- Any Place But Home, regia di Rob Hedden – film TV (1997)
- Walker Texas Ranger – serie TV, episodi 6x03-6x04 (1997)
- Dawson's Creek – serie TV, episodi 1x09-6x23 (1998-2003)
- I pirati di Silicon Valley (Pirates of Silicon Valley) , regia di Martyn Burke – film TV (1999)
- Nathan Dixon, regia di Michael Apted – film TV (1999)
- Living Proof - La ricerca di una vita (Living Proof), regia di Dan Ireland – film TV (2008)
- The Walking Dead – serie TV, 125 episodi (2010-2022)
- Fear the Walking Dead – serie TV, episodio 4x01 (2018)
- The Walking Dead: Daryl Dixon – serie TV, 7 episodi (2023-in corso)

### Produttrice
- The Walking Dead: Daryl Dixon – serie TV, 6 episodi (2024)

## Doppiatrici italiane
Nelle versioni in italiano delle opere in cui ha recitato, Melissa McBride è stata doppiata da:
- Michela Alborghetti in The Walking Dead, Fear the Walking Dead, The Walking Dead: Daryl Dixon
- Tiziana Avarista in The Mist